# Jägermühlenbach
Der Jägermühlenbach ist ein fast 0,8 Kilometer langer Waldbach im Gebiet der Marktgemeinde Semriach im Bezirk Graz-Umgebung in der Steiermark. Er entspringt im östlichen Grazer Bergland am südwestlichen Hang des Windhofkogels und mündet von rechts kommend in den Rötschbach.

## Verlauf
Der Jägermühlenbach entsteht in einem Waldgebiet an einem nach Südwesten streichenden Ausläufer des Windhofkogels auf etwa 751 m ü. A. südwestlich der Streusiedlung Unterer Windhof, rund 130 Meter nordwestlich des Einzelhofs Ponyhof und etwa 330 Meter nordöstlich der Rotte Hitzendorf.
Der Bach fließt anfangs im Waldgebiet relativ gerade nach Südwesten. Etwa 600 Meter nach seiner Quelle schwenkt er mit seinem Lauf nach Südsüdwest. Auf diesem Kurs bleibt er auch bis zur Mündung. Etwa 20 Meter vor seiner Mündung unterquert der Bach die als Rötschgraben bezeichnete Straße und fließt einige Meter östlich an einem Wohnhaus vorbei. Der Jägermühlenbach fließt durch einen Graben, der im Westen und Osten von Ausläufern des Windhofkogels gebildet wird.
Nach fast 0,8 Kilometer langem Lauf mündet der Bach mit einem mittleren Sohlgefälle von rund 11 % etwa 85 Höhenmeter unterhalb seines Ursprungs etwa 20 Meter südlich der zuvor von ihm gequerten Straße, etwa 580 Meter südöstlich des Einzelhofs Ponyhof, rund 420 Meter südöstlich der Rotte Hitzendorf und etwa 440 nordwestlich des Hofes Bloder und der Streusiedlung Glett in den als Oberer Rötschbach bezeichneten Oberlauf des Rötschbaches.
Auf seinem Lauf nimmt der Jägermühlenbach keine anderen Wasserläufe auf.